# Atletica leggera ai Giochi della XV Olimpiade - 200 metri piani maschili

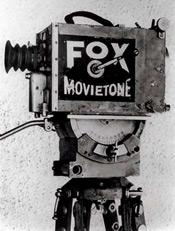
Video della Finale

La competizione dei 200 metri piani maschili di atletica leggera ai Giochi della XV Olimpiade si è disputata nei giorni 22 e 23 luglio 1952 allo Stadio olimpico di Helsinki.

## L'eccellenza mondiale
| Campione olimpico 1948                            | 21"1        | Melvin Patton  | Ritirato 1949 |
| Primatista mondiale: (tra gli atleti in attività) | 20"6 1952 = | Andy Stanfield | Presente      |
| Vincitore selezioni USA                           | 20"6 =      | Andy Stanfield | Presente      |

La gara può solo perderla Andy Stanfield, che è riconosciuto come il migliore duecentista del momento.

Già al secondo turno Stanfield si mette in luce con 20"9. Il secondo miglior tempo è del trinidegno (che gareggia sotto bandiera britannica) McDonald con 21"0.

I due atleti vincono la rispettiva semifinale: Stanfield s'impone nella prima con 21"1; McDonald prevale nella seconda in 21"3.

In finale Andy Stanfield azzecca la partenza e mette subito qualche metro tra sé e gli altri. All'imbocco della retta d'arrivo è seguito dal connazionale Baker e da McDonald. Baker, in seconda posizione, perde terreno subendo la rimonta del connazionale Gathers, che supera McDonald e punta al secondo posto. Stanfield, in testa, mantiene il proprio ritmo e vince con il nuovo record olimpico.

Baker e Gathers arrivano insieme sul traguardo, come era successo ai Trials; si deve ricorrere al fotofinish per assegnare le medaglie.

## Risultati

### Turni eliminatori
| 18 Batterie        | 22 luglio | 71 partenti    | Si qualificano i primi 2. |
| 6 Quarti di finale | 22 luglio | 36 concorrenti | Si qualificano i primi 2. |
| 2 Semifinali       | 23 luglio | 6 + 6          | Si qualificano i primi 3. |
| Finale             | 23 luglio | 6 concorrenti  |                           |

### Batterie
| Pos. | Atleta            | Nazione   | Tempo Ufficiale | Tempo Ufficioso |
| ---- | ----------------- | --------- | --------------- | --------------- |
| 1    | Gerardo Bönnhoff  | Argentina | 21"6            | 21"72           |
| 2    | Étienne Bally     | Francia   | 21"9            | 22"03           |
| 3    | Adolf Turakainen  | Finlandia | 22"4            | 22"55           |
| 4    | Hörður Haraldsson | Islanda   | 22"4            | 22"56           |

| Pos. | Atleta             | Nazione          | Tempo Ufficiale | Tempo Ufficioso |
| ---- | ------------------ | ---------------- | --------------- | --------------- |
| 1    | Thane Baker        | Stati Uniti      | 21"4            | 21"62           |
| 2    | Levan Sanadze      | Unione Sovietica | 22"1            | 22"26           |
| 3    | Stefanos Petrakis  | Grecia           | 22"4            | 22"64           |
| 4    | Willy Eichenberger | Svizzera         | 22"6            | 22"98           |

| Pos. | Atleta            | Nazione | Tempo Ufficiale | Tempo Ufficioso |
| ---- | ----------------- | ------- | --------------- | --------------- |
| 1    | Donald McFarlane  | Canada  | 22"8            | 22"94           |
| 2    | Romuald Budzyński | Polonia | 23"1            | 23"37           |

| Pos. | Atleta          | Nazione       | Tempo Ufficiale | Tempo Ufficioso |
| ---- | --------------- | ------------- | --------------- | --------------- |
| 1    | Rafael Fortún   | Cuba          | 21"8            | 21"98           |
| 2    | Nicholas Stacey | Gran Bretagna | 21"8            | 22"07           |
| 3    | Fernand Linssen | Belgio        | 22"3            | 22"37           |
| 4    | Edward Ajado    | Nigeria       | 22"7            | 22"92           |

| Pos. | Atleta            | Nazione     | Tempo Ufficiale | Tempo Ufficioso |
| ---- | ----------------- | ----------- | --------------- | --------------- |
| 1    | Theodorus Saat    | Paesi Bassi | 22"0            | 22"17           |
| 2    | Werner Zandt      | Germania    | 22"1            | 22"23           |
| 3    | Juan Leiva        | Venezuela   | 22"3            | 22"38           |
| 4    | Fawzi Chaaban     | Egitto      | 22"7            | 22"90           |
| 5    | Eugénio Eleutério | Portogallo  | 23"2            | 23"37           |

| Pos. | Atleta        | Nazione | Tempo Ufficiale | Tempo Ufficioso |
| ---- | ------------- | ------- | --------------- | --------------- |
| 1    | David Tabak   | Israele | 22"4            | 22"60           |
| 2    | Marcel Gerdil | Francia | 22"5            | 22"71           |

| Pos. | Atleta             | Nazione     | Tempo Ufficiale | Tempo Ufficioso |
| ---- | ------------------ | ----------- | --------------- | --------------- |
| 1    | Andrew Stanfield   | Stati Uniti | 21"8            | 22"00           |
| 2    | Zdobysław Stawczyk | Polonia     | 22"0            | 22"22           |
| 3    | Enrique Beckles    | Argentina   | 22"6            | 22"73           |
| 4    | Youssef Ali Omar   | Egitto      | 22"8            | 23"26           |
| 5    | Adulya Vanastit    | Thailandia  | 23"3            | 23"50           |

| Pos. | Atleta            | Nazione          | Tempo Ufficiale | Tempo Ufficioso |
| ---- | ----------------- | ---------------- | --------------- | --------------- |
| 1    | Vladimir Sucharev | Unione Sovietica | 21"9            | 22"08           |
| 2    | Angel García      | Cuba             | 21"9            | 22"14           |
| 3    | Hans Wehrli       | Svizzera         | 22"2            | 22"35           |
| 4    | Pauli Tavisalo    | Finlandia        | 22"3            | 22"45           |
| 5    | Abdul Aziz        | Pakistan         | 22"7            | 23"02           |

| Pos. | Atleta          | Nazione        | Tempo Ufficiale | Tempo Ufficioso |
| ---- | --------------- | -------------- | --------------- | --------------- |
| 1    | Václav Janeček  | Cecoslovacchia | 21"9            | 21"99           |
| 2    | Peter Kraus     | Germania       | 22"0            | 22"06           |
| 3    | Muhammad Aslam  | Pakistan       | 22"2            | 22"14           |
| 4    | Frédéric Hammer | Lussemburgo    | 22"4            | 22"63           |

| Pos. | Atleta                    | Nazione       | Tempo Ufficiale | Tempo Ufficioso |
| ---- | ------------------------- | ------------- | --------------- | --------------- |
| 1    | Brian Shenton             | Gran Bretagna | 21"9            | 22"12           |
| 2    | Voitto Hellstén           | Finlandia     | 22"2            | 22"41           |
| 3    | François Robert Schaeffer | Lussemburgo   | 22"4            | 22"76           |
| 4    | Vasilios Sillis           | Grecia        | 22"7            | 22"88           |

| Pos. | Atleta               | Nazione   | Tempo Ufficiale | Tempo Ufficioso |
| ---- | -------------------- | --------- | --------------- | --------------- |
| 1    | Schalk Booysen       | Sudafrica | 21"8            | 22"03           |
| 2    | Gerard Mach          | Polonia   | 22"1            | 22"16           |
| 3    | Muhammad Sharif Butt | Pakistan  | 22"3            | 22"34           |
| 4    | Ásmundur Bjarnason   | Islanda   | 22"4            | 22"51           |
| 5    | Walter Sutton        | Canada    | 22"4            | 22"53           |

| Pos. | Atleta            | Nazione     | Tempo Ufficiale | Tempo Ufficioso |
| ---- | ----------------- | ----------- | --------------- | --------------- |
| 1    | James Gathers     | Stati Uniti | 21"2            | 21"42           |
| 2    | Tomio Hosoda      | Giappone    | 22"2            | 22"36           |
| 3    | Henry Brault      | Francia     | 22"2            | 22"48           |
| 4    | Luigi Grossi      | Italia      | 22"2            | 22"49           |
| 5    | Muslim Arogundade | Nigeria     | 22"3            | 22"71           |

| Pos. | Atleta            | Nazione        | Tempo Ufficiale | Tempo Ufficioso |
| ---- | ----------------- | -------------- | --------------- | --------------- |
| 1    | McDonald Bailey   | Gran Bretagna  | 21"4            | 21"66           |
| 2    | Miroslav Horčic   | Cecoslovacchia | 22"4            | 22"52           |
| 3    | Giorgio Sobrero   | Italia         | 22"4            | 22"66           |
| 4    | Ernst Mühlethaler | Svizzera       | 23"0            | 23"26           |
| 5    | Eom Par-Yong      | Corea del Sud  | 23"0            | 23"41           |

| Pos. | Atleta            | Nazione    | Tempo Ufficiale | Tempo Ufficioso |
| ---- | ----------------- | ---------- | --------------- | --------------- |
| 1    | Rafiu Oluwa       | Nigeria    | 22"8            | 22"89           |
| 2    | Boonterm Pakpuang | Thailandia | 23"8            | 24"15           |

| Pos. | Atleta              | Nazione        | Tempo Ufficiale | Tempo Ufficioso |
| ---- | ------------------- | -------------- | --------------- | --------------- |
| 1    | Leslie Laing        | Giamaica       | 21"8            | 21"97           |
| 2    | Paul Dolan          | Irlanda        | 21"9            | 22"04           |
| 3    | František Brož      | Cecoslovacchia | 22"2            | 22"35           |
| 4    | Fernando Casimiro   | Portogallo     | 22"6            | 22"72           |
| 5    | José Julio Barillas | Guatemala      | 22"7            | 22"88           |

| Pos. | Atleta             | Nazione    | Tempo Ufficiale | Tempo Ufficioso |
| ---- | ------------------ | ---------- | --------------- | --------------- |
| 1    | Raúl Mazorra       | Cuba       | 22"3            | 22"52           |
| 2    | Robert Hutchinson  | Canada     | 22"4            | 22"66           |
| 3    | Emad El-Din Shafei | Egitto     | 22"5            | 22"75           |
| 4    | Aroon Sankosik     | Thailandia | 23"5            | 23"64           |

| Pos. | Atleta         | Nazione   | Tempo Ufficiale | Tempo Ufficioso |
| ---- | -------------- | --------- | --------------- | --------------- |
| 1    | Edwin Carr Jr. | Australia | 22"0            | 22"19           |
| 2    | Angel Kolev    | Bulgaria  | 22"0            | 22"24           |

| Pos. | Atleta           | Nazione   | Tempo Ufficiale | Tempo Ufficioso |
| ---- | ---------------- | --------- | --------------- | --------------- |
| 1    | John Treloar     | Australia | 21"5            | 21"75           |
| 2    | Lavy Pinto       | India     | 21"6            | 21"83           |
| 3    | Péter Karádi     | Ungheria  | 22"1            | 22"24           |
| 4    | Lucio Sangermano | Italia    | 22"1            | 22"38           |

### Quarti di finale
| Pos. | Atleta             | Nazione        | Tempo Ufficiale | Tempo Ufficioso |
| ---- | ------------------ | -------------- | --------------- | --------------- |
| 1    | James Gathers      | Stati Uniti    | 21"4            | 21"64           |
| 2    | Lavy Pinto         | India          | 21"6            | 21"80           |
| 3    | Theodorus Saat     | Paesi Bassi    | 21"7            | 21"87           |
| 4    | Zdobysław Stawczyk | Polonia        | 22"0            | 22"12           |
| 5    | Miroslav Horčic    | Cecoslovacchia | 22"1            | 22"44           |
| 6    | Raúl Mazorra       | Cuba           | 31"0            |                 |

| Pos. | Atleta          | Nazione     | Tempo Ufficiale | Tempo Ufficioso |
| ---- | --------------- | ----------- | --------------- | --------------- |
| 1    | Thane Baker     | Stati Uniti | 21"4            | 21"64           |
| 2    | Rafael Fortún   | Cuba        | 21"7            | 21"98           |
| 3    | Paul Dolan      | Irlanda     | 21"9            | 22"15           |
| 4    | Peter Kraus     | Germania    | 21"9            | 22"19           |
| 5    | Voitto Hellstén | Finlandia   | 22"4            | 22"61           |
| 6    | Rafiu Oluwa     | Nigeria     | 22"5            | 22"69           |

| Pos. | Atleta            | Nazione        | Tempo Ufficiale | Tempo Ufficioso |
| ---- | ----------------- | -------------- | --------------- | --------------- |
| 1    | McDonald Bailey   | Gran Bretagna  | 21"0            | 21"27           |
| 2    | Václav Janeček    | Cecoslovacchia | 21"7            | 21"93           |
| 3    | Edwin Carr Jr.    | Australia      | 21"8            | 21"98           |
| 4    | Schalk Booysen    | Sudafrica      | 21"9            | 22"09           |
| 5    | Marcel Gerdil     | Francia        | 22"0            | 22"37           |
| 6    | Robert Hutchinson | Canada         | 22"3            | 22"55           |

| Pos. | Atleta            | Nazione       | Tempo Ufficiale | Tempo Ufficioso |
| ---- | ----------------- | ------------- | --------------- | --------------- |
| 1    | Gerardo Bönnhoff  | Argentina     | 21"4            | 21"67           |
| 2    | Nicholas Stacey   | Gran Bretagna | 21"5            | 21"79           |
| 3    | Angel Kolev       | Bulgaria      | 21"8            | 22"07           |
| 4    | Angel García      | Cuba          | 21"8            | 22"11           |
| 5    | David Tabak       | Israele       | 21"8            | 22"34           |
| 6    | Romuald Budzyński | Polonia       | 22"4            | 22"51           |

| Pos. | Atleta            | Nazione          | Tempo Ufficiale | Tempo Ufficioso |
| ---- | ----------------- | ---------------- | --------------- | --------------- |
| 1    | Andrew Stanfield  | Stati Uniti      | 20"9            | 21"21           |
| 2    | Leslie Laing      | Giamaica         | 21"4            | 21"74           |
| 3    | Étienne Bally     | Francia          | 21"8            | 22"02           |
| 4    | Levan Sanadze     | Unione Sovietica | 22"1            | 22"26           |
| 5    | Donald McFarlane  | Canada           | 22"1            | 22"33           |
| -    | Boonterm Pakpuang | Thailandia       | NP              | NP              |

| Pos. | Atleta            | Nazione          | Tempo Ufficiale | Tempo Ufficioso |
| ---- | ----------------- | ---------------- | --------------- | --------------- |
| 1    | John Treloar      | Australia        | 21"6            | 21"86           |
| 2    | Werner Zandt      | Germania         | 21"7            | 21"87           |
| 3    | Vladimir Sucharev | Unione Sovietica | 21"7            | 21"88           |
| 4    | Gerard Mach       | Polonia          | 21"8            | 22"12           |
| 5    | Brian Shenton     | Gran Bretagna    | 21"9            | 22"24           |
| 6    | Tomio Hosoda      | Giappone         | 22"3            | 22"49           |

### Semifinali
| Pos. | Atleta           | Nazione        | Tempo Ufficiale | Tempo Ufficioso |
| ---- | ---------------- | -------------- | --------------- | --------------- |
| 1    | Andrew Stanfield | Stati Uniti    | 21"1            | 21"23           |
| 2    | James Gathers    | Stati Uniti    | 21"3            | 21"58           |
| 3    | Leslie Laing     | Giamaica       | 21"6            | 21"80           |
| 4    | Werner Zandt     | Germania       | 21"7            | 21"92           |
| 5    | Nicholas Stacey  | Gran Bretagna  | 21"8            | 21"95           |
| 6    | Václav Janeček   | Cecoslovacchia | 22"0            | 22"12           |

| Pos. | Atleta           | Nazione       | Tempo Ufficiale | Tempo Ufficioso |
| ---- | ---------------- | ------------- | --------------- | --------------- |
| 1    | McDonald Bailey  | Gran Bretagna | 21"3            | 21"46           |
| 2    | Thane Baker      | Stati Uniti   | 21"3            | 21"50           |
| 3    | Gerardo Bönnhoff | Argentina     | 21"5            | 21"75           |
| 4    | Rafael Fortún    | Cuba          | 21"6            | 21"93           |
| 5    | Lavy Pinto       | India         | 21"7            | 22"01           |
| -    | John Treloar     | Australia     | Rit.            | Rit.            |

### Finale
| Pos.    | Corsia | Atleta           | Età | Nazione       | Tempo Ufficiale | Tempo Ufficioso |
| ------- | ------ | ---------------- | --- | ------------- | --------------- | --------------- |
| Oro     | 2      | Andrew Stanfield | 24  | Stati Uniti   | 20"7            | 20"81           |
| Argento | 6      | Thane Baker      | 21  | Stati Uniti   | 20"8            | 20"97           |
| Bronzo  | 5      | James Gathers    | 22  | Stati Uniti   | 20"8            | 21"08           |
| 4       | 3      | McDonald Bailey  | 31  | Gran Bretagna | 21"0            | 21"14           |
| 5       | 4      | Leslie Laing     | 27  | Giamaica      | 21"2            | 21"45           |
| 6       | 1      | Gerardo Bönnhoff | 26  | Argentina     | 21"3            | 21"59           |

L'ordine di arrivo dei Giochi olimpici è lo stesso dei Trials USA.